# 구마모토 유타
구마모토 유타(일본어: 熊本 雄太, 1995년 7월 18일~)는 일본의 축구 선수이다.

## 구단 경력
그는 2018년 J2리그의 몬테디오 야마가타에 입단했다. 2021년까지 131경기에 출전하여, 4득점을 넣었다. 2022년 J1리그의 아비스파 후쿠오카로 임대 이적했다. 2023년 몬테디오 야마가타로 복귀했다.